# 房宿增四
房宿增四，又名天蝎座b，天蝎座1，CD-2511131，HD 141637、SAO 183854、HR 5885，是天蝎座的一颗恒星，视星等为4.64，位于銀經346.1，銀緯21.71，其B1900.0坐标为赤經15h 44m 57.7s，赤緯-25° 21.71′ 50″。